# 栗東湖南インターチェンジ

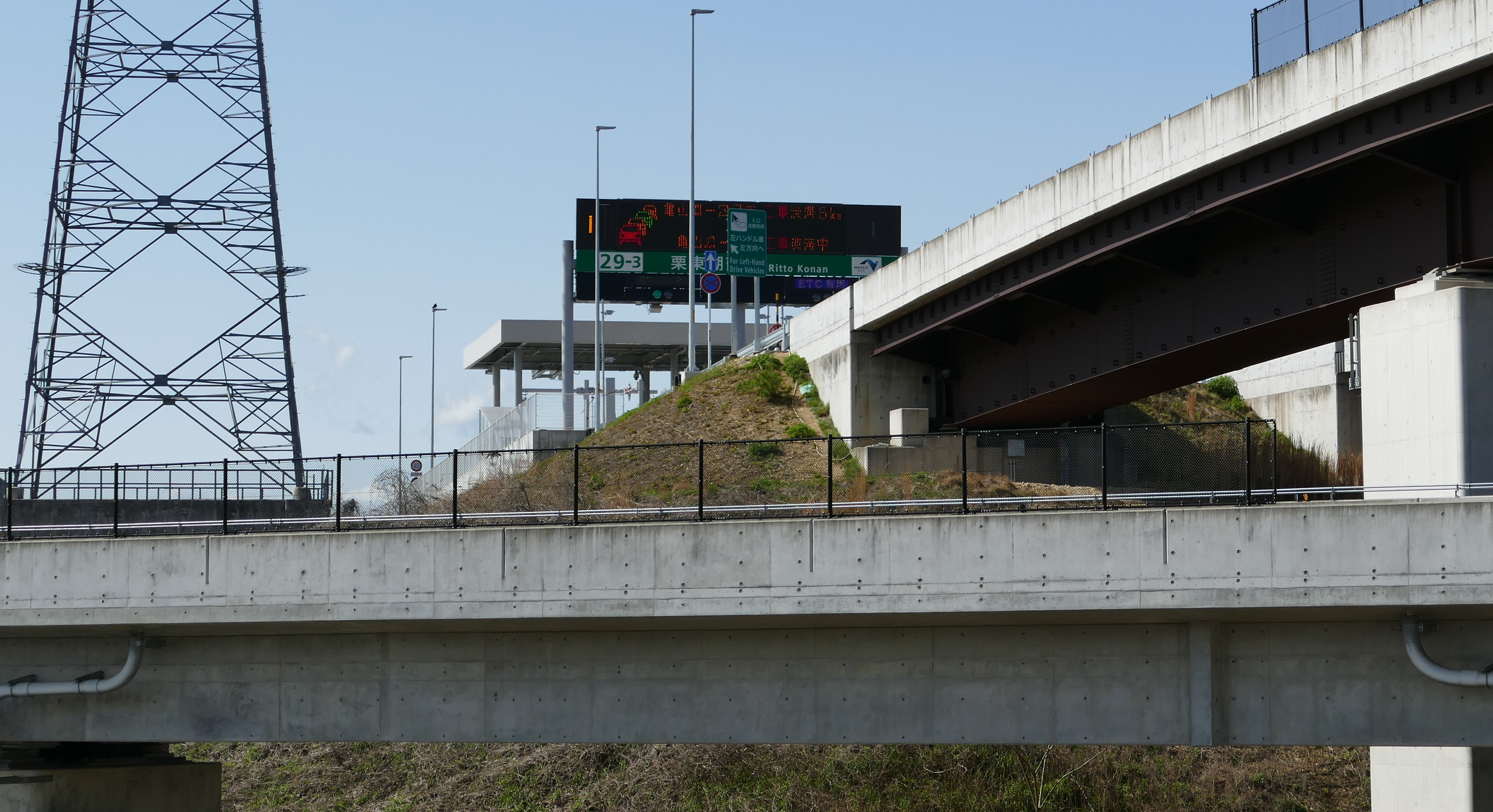
栗東湖南インターチェンジ、下の道路は国道1号・栗東水口道路

栗東湖南インターチェンジ（りっとうこなんインターチェンジ）は、滋賀県栗東市六地蔵にある名神高速道路のインターチェンジである。

## 概要
名神高速道路大阪方面 - 栗東水口道路甲賀方面のみが接続するハーフインターチェンジ。当初の工期は5年間を予定しており、2011年（平成23年）3月に開通する予定であったが、後に2013年度（平成25年度）に延期された。しかし、接続する栗東水口道路の用地買収で一部の地権者が拒んだため用地が確保できず、2013年度末での開通は不可能となった。そのため、国土交通省は土地収用制度を活用して先述した土地を適正な価格で強制買収した。これにより、買収が難航していた用地での工事が2014年（平成26年）3月に開始し、2016年（平成28年）3月19日に開通した。

## 歴史
- 2006年（平成18年）4月1日 - 工事着手。
- 2016年（平成28年）
  - 2月24日 - 正式名称が栗東東JCT（仮称）から栗東湖南ICに決定[6]。
  - 3月19日 - 供用開始[1][2][3]。同時に栗東水口道路の開通に伴い供用開始[1][2][3][6]。

## 接続する道路
- 国道1号（栗東水口道路）[1][2][3]

## 隣
E1 名神高速道路
(29-2) 竜王IC - 菩提寺PA - (29-3) 栗東湖南IC -  (30) 栗東IC - (30-1) 草津JCT